# Santa Sofía (kommun)
Santa Sofía är en kommun i Colombia.   Den ligger i departementet Boyacá, i den centrala delen av landet, 130 km norr om huvudstaden Bogotá. Antalet invånare är 3 121. Arean är 78 kvadratkilometer.
Terrängen i Santa Sofía är bergig.